# Masseba
Masseba je český sci-fi film režiséra Miloše Zábranského z roku 1989. Jedná se o podobenství zasazené do postapokalyptického světa. Snímek vznikl ke sklonku komunistického režimu, ale do kin byl uveden až po sametové revoluci, což snímku nakonec uškodilo.

## Děj filmu
Děj je zasazen do šedivého města z betonu a sutin, pravděpodobně po jaderné katastrofě. Ve společnosti přestala existovat morálka. Zabíjení a znásilňování se stalo denním pořádkem. V městě vládne násilnická skupina vedená krutým Vůdcem. Jedním z členů družiny je i vysoký mladík Honza. Ten se zamiluje do mulatky Svatavy, čímž se dostane do konfliktu s družinou. Vůdce znásilní Svatavu a jeho družina se pokusí zlikvidovat Honzu. Ten však poráží vůdce i muže s vějíři. Honza se Svatavou prchají z města a vyjdou na povrch do zářícího dne.

## Obsazení
| Karel Roden        | Honza, vysoký mladík |
| Václav Postránecký | Vůdce                |
| Victoria Kidane    | Svatava, mulatka     |
| Vladimír Marek     | Pavel, muž s vějíři  |